# Чемберлен, Ричард
Джордж Ричард Чемберлен (англ. George Richard Chamberlain; 31 марта 1934[…], Беверли-Хиллз, Калифорния — 29 марта 2025, Вайманало, Гавайи) — американский актёр кино и телевидения, певец. С 1961 по 1966 он играл главную роль в телесериале «Доктор Килдэр», за который получил премию «Золотой глобус» в 1963 году. Он также снялся в таких известных кино- и телефильмах, как «Ад в поднебесье», «Сёгун», «Поющие в терновнике», «Казанова», «Тайна личности Борна» и других.

## Биография

### Детство
Родился 31 марта 1934 года в семье Чарльза и Эльзы Чемберлен в Лос-Анджелесе. Он младше старшего брата Билла на 6 лет. Их отец работал в торговой компании, снабжающей товарами сеть фирменных магазинов, поэтому семья, не будучи богатой, не испытывала и особой нужды. Через два года после рождения Ричарда семья купила дом с семью комнатами в Беверли-Хиллз (Голливуд). Отец Чемберлена был талантливым оратором «Общества Анонимных Алкоголиков», чьи речи, по признанию многих людей, спасли их жизни. С 6 лет Ричард посещал школу Beverly Vista Grammer School, затем Beverly Hills High School, которую окончил в 1952 году. В выпускных классах он считался юношей с лучшими манерами. Будущий актёр хотел стать художником и после окончания школы изучал живопись в знаменитом Помонском колледже в Клермонте, в 40 км от Голливуда. Он специализировался на прикладной живописи и постепенно всё больше увлекался игрой в студенческом театре. После окончания колледжа в 1956 году пришлось ненадолго отложить мечты об актёрской карьере, — его призвали на военную службу в Корее, где за два года он дослужился до сержантского звания.

### Карьера

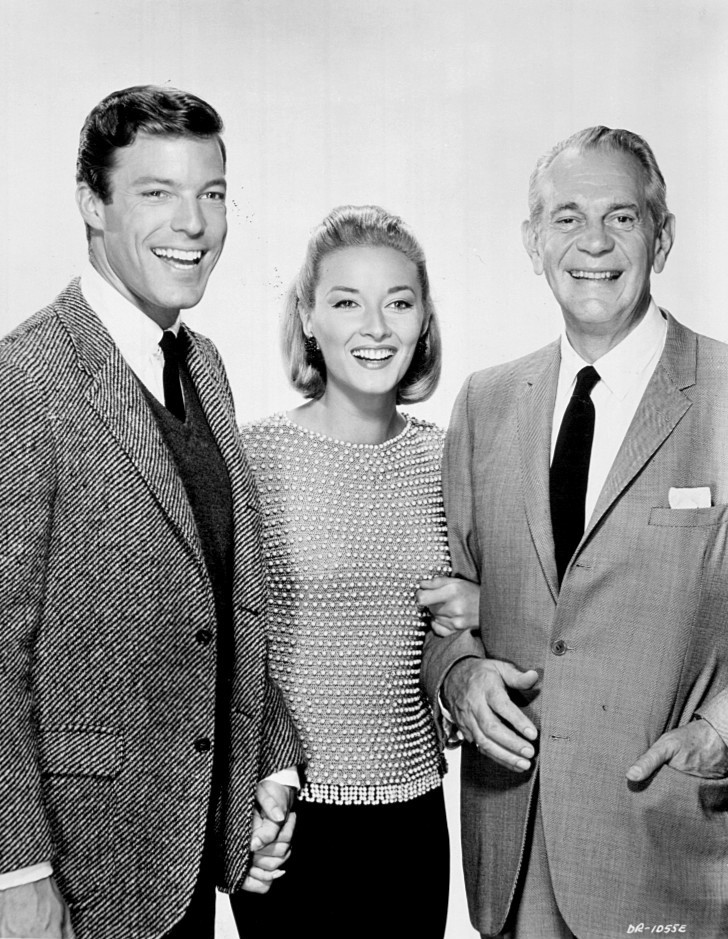
Ричард Чемберлен в образе доктора Килдера (слева) в 1964 году

Вернувшись в Лос-Анджелес, Ричард Чемберлен в поисках актёрской работы посещал студии, знакомился с агентами. Тогда же он снялся в эпизодических ролях: исполнил роль Пита в «Дымок из ствола» (англ. «Gunsmoke»), Клэя Пайна в «Альфред Хичкок представляет» (англ. «Alfred Hitchcock Presents»). Не имея специального образования, в свободное время он брал уроки актёрского мастерства.
В это время студия MGM готовила многосерийную телевизионную версию «Доктора Килдера» (англ."Dr. Kildare", 1961—1966) — одну из самых успешных работ студии — и искала молодого перспективного артиста на главную роль. Ричард Чемберлен значился 36 по счёту актёром на кастинге. Всего за один вечер роль в «Докторе Килдере» принесла Чемберлену мировую популярность. Ему присылали 12 тысяч писем в неделю — больше, чем Кларку Гейблу на пике славы. Сериал принёс Чемберлену первый Золотой глобус и несколько других наград.
В эти годы Ричард также серьёзно работал над дикцией и брал уроки пения. Вышедшие в начале 60-х годов его альбомы стали хитами. Один из них «Три звезды будут светить сегодня ночью» («Three Stars Will Shine Tonight») на тему из «Доктора Килдера» занял 10 место в чарте Billboard Hot 100.
В 1968 году Чемберлен на театральной сцене Великобритании впервые за 40 лет со времён Джона Берримора исполнил роль Гамлета, которая принесла ему восторженные оценки зрителей и критиков. На 45 году жизни Ричард Чемберлен сыграл шкипера Джона Блекторна в мини-сериале «Сёгун» и вновь повторил свой успех. Он считался третьим по важности актёром после Шона Коннери и Альберта Финни.
Несколько лет спустя в 1982 году в роли священника Чемберлен совместно с Рейчел Уорд сыграл в мини-сериале «Поющие в терновнике». После последовавших работ в мини-сериалах «Валленберг — история героя», «Тайна личности Борна», «Сентенниал», «Дорога на запад» (англ. «Dream West») Чемберлен получил неофициальное звание «король мини-сериалов».

#### После 1990-х

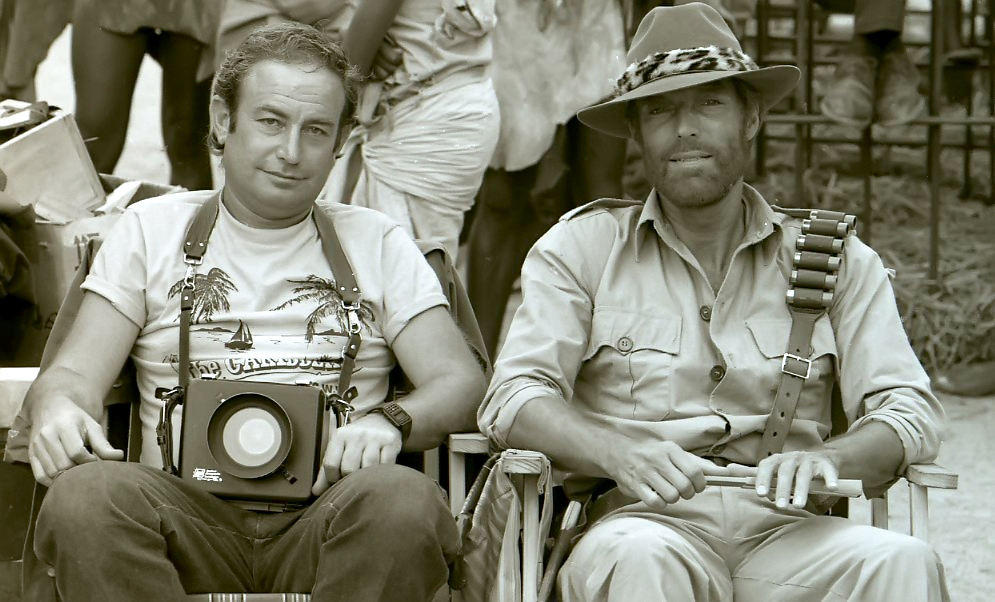
Чемберлен на съёмках «Копи царя Соломона» в 1985 году

В 90-х годах был звездой очень успешных театральных постановок «Моя прекрасная леди» и «Звуки музыки». Осенью 2005 года Чемберлен вновь вернулся на Бродвейскую сцену в мюзикле «Scrooge: The Musical».
В 2006 году Чемберлен появился в эпизоде телесериала «Виртуозы» и в четвёртом сезоне «Части тела», а год спустя — в эпизоде сериала «Отчаянные домохозяйки». В 2008 и 2009 годах выступал в региональном туре мюзикла «Спамалот», а в 2010 появился в эпизодах сериалов «Воздействие» и «Чак». В 2010—2011 годах Чемберлен исполнил роль второго плана в сериале «Братья и сёстры». Он также сыграл главную роль в низкобюджетном фильме «We are the Hartmans».

### Личная жизнь
В начале 1970-х Чемберлен находился в любовных отношениях с актёром Уэсли Эром. После знакомства в 1977 году с актёром, продюсером и писателем Мартином Раббеттом, они стали жить в фактическом браке на Гавайях, где через какое-то время Чемберлену удалось оформить Раббетта своим партнёром, чтобы тот в будущем имел право на их недвижимость. В 1985 году они сыграли братьев в фильме «Аллан Куотермейн и потерянный город золота». Весной 2010 года актёр временно оставил Гавайи и Раббетта, чтобы сосредоточиться на карьере в Лос-Анджелесе.
В 2003 году Чемберлен написал биографическую книгу «Shattered Love» («Разбитая любовь»), в которой рассказал о своих многолетних переживаниях, связанных с гомосексуальной ориентацией. В книге описаны этапы его духовного становления. Основной идеей книги являются любовь и счастье, которые существуют внутри живущего с открытым сердцем человека.
Ричард Чемберлен возобновил свои занятия живописью. В своих картинах «Age and Wisdom» («Возраст и мудрость»), «Somewhere Within» («Где-то Внутри Нас») и других он отразил свои философские взгляды.

### Смерть
Скончался 29 марта 2025 года в возрасте 90 лет, не дожив двух дней до своего 91-летия, после перенесённого инсульта в Вайманало (штат Гавайи).

## Фильмография

### Кино
| Год  | Название на русском                        | Оригинальное название                      | Роль                  | Примечания             |
| ---- | ------------------------------------------ | ------------------------------------------ | --------------------- | ---------------------- |
| 1960 | Тайна пурпурного рифа                      | The Secret of the Purple Reef              | Дин Кристоф           |                        |
| 1961 | Грохот барабанов                           | A Thunder of Drums                         | лейтенант Портер      |                        |
| 1963 | Сумерки чести                              | Twilight of Honor                          | Дэвид Митчелл         |                        |
| 1965 | Радость поутру                             | Joy in the Morning                         | Карл Браун            |                        |
| 1968 | Петулия                                    | Petulia                                    | Дэвид Даннер          |                        |
| 1969 | Безумная из Шайо                           | The Madwoman of Chaillot                   | Родерик               |                        |
| 1970 | Юлий Цезарь                                | Julius Caesar                              | Октавиан Август       |                        |
| 1971 | Любители музыки                            | The Music Lovers                           | Петр Ильич Чайковский |                        |
| 1972 | Леди Каролина Лэм                          | Lady Caroline Lamb                         | лорд Байрон           |                        |
| 1973 | Три мушкетёра                              | The Three Musketeers                       | Арамис                |                        |
| 1974 | —                                          | The Little Mermaid                         | рассказчик            | мультфильм; озвучка    |
| 1974 | Четыре мушкетёра: Месть миледи             | The Four Musketeers                        | Арамис                |                        |
| 1974 | Ад в поднебесье                            | The Towering Inferno                       | Роджер Симмонс        |                        |
| 1976 | Туфелька и роза                            | The Slipper and the Rose                   | принц Эдвард          |                        |
| 1977 | Последняя волна                            | The Last Wave                              | Дэвид Бертон          |                        |
| 1978 | Рой                                        | The Swarm                                  | доктор Хаббард        |                        |
| 1982 | Звонки                                     | Murder by Phone                            | Нэт Бриджер           |                        |
| 1985 | Копи царя Соломона                         | King Solomon’s Mines                       | Аллан Куотермейн      |                        |
| 1986 | Аллан Куотермейн и потерянный город золота | Allan Quatermain and the Lost City of Gold | Аллан Куотермейн      |                        |
| 1989 | Возвращение мушкетёров                     | The Return Of The Musketeers               | Арамис                |                        |
| 1995 | Хищная птица                               | Bird of Prey                               | Джонатан Гриффит      |                        |
| 1997 | Река утопленников                          | River Made to Drown In                     | Таддеус Маккензи      |                        |
| 2000 | —                                          | The Pavilion                               | Хаддлстоун            |                        |
| 2006 | —                                          | Scoundrels, Scallywags, and Scurvy Knaves  | н/д                   | короткометражный фильм |
| 2007 | Чак и Ларри: Пожарная свадьба              | I Now Pronounce You Chuck and Larry        | советник Бэнкс        |                        |
| 2007 | Сила и честь                               | Strength and Honour                        | Денис О’Лири          |                        |
| 2011 | Идеальная семья                            | The Perfect Family                         | монсеньор Мерфи       |                        |
| 2011 | Мы — Хартманы                              | We are the Hartmans                        | Хартман               |                        |
| 2015 | Лига Справедливости: Боги и монстры        | Justice League: Gods and Monsters          | Верховный отец        | мультфильм; озвучка    |
| 2017 | Чёрная железа                              | The Black Ghiandola                        | жуткий онколог        | короткометражный фильм |
| 2018 | Кинотеатр кошмаров                         | Nightmare Cinema                           | доктор Мирари         |                        |
| 2019 | —                                          | Finding Julia                              | Игорь                 |                        |

### Телевидение
| Год       | Название на русском                           | Оригинальное название                            | Роль                      | Примечания                                                  |
| --------- | --------------------------------------------- | ------------------------------------------------ | ------------------------- | ----------------------------------------------------------- |
| 1959      | Альфред Хичкок представляет                   | Alfred Hitchcock Presents                        | Клэй Пайн                 | в эпизоде: Road Hog                                         |
| 1960      | —                                             | Rescue 8                                         | н/д                       | в эпизоде: High Explosive                                   |
| 1960      | Ритмы Бурбон-стрит                            | Bourbon Street Beat                              | Дейл Уэллингтон           | в эпизоде: Target of Hate                                   |
| 1960      | Дымок из ствола                               | Gunsmoke                                         | Пит                       | в эпизоде: The Bobsy Twins                                  |
| 1960      | Мистер Счастливчик                            | Mr. Lucky                                        | Алек                      | в эпизоде: Operation Fortuna                                |
| 1960      | Триллер                                       | Thriller                                         | Ларри Картер              | в эпизоде: The Watcher                                      |
| 1960      | Речная лодка                                  | Riverboat                                        | лейтенант Дейв Уинслоу    | в эпизоде: Chicota Landing                                  |
| 1961      | —                                             | The Deputy                                       | Джерри Керк               | в эпизоде: The Edge of Doubt                                |
| 1961      | Шепчущий Смит                                 | Whispering Smith                                 | Крис Харрингтон           | в эпизоде: Stain of Justice                                 |
| 1961—1966 | Доктор Килдэр                                 | Dr. Kildare                                      | доктор Джеймс Килдэр      | телесериал; основная роль                                   |
| 1963      | Одиннадцатый час                              | The Eleventh Hour                                | доктор Джеймс Килдэр      | эпизод: Four Feet in the Morning                            |
| 1967      | Шоу Реда Скелтона                             | The Red Skelton Show                             | Кларенс Нарроу            | эпизод: It’s a Treat to Beat a Cheat on the Mississippi Mud |
| 1968      | Портрет леди                                  | The Portrait of a Lady                           | Ральф Тушетт              | телесериал; основная роль                                   |
| 1968      | —                                             | Hold On: It’s the Dave Clark Five                | доктор                    | телефильм                                                   |
| 1970      | Театр субботнего вечера на ITV                | ITV Saturday Night Theatre                       | Гамлет                    | эпизод: Hamlet                                              |
| 1972      | Женщина моей любви                            | The Woman I Love                                 | король Эдуард VIII        | телефильм                                                   |
| 1974      | Ф. Скотт Фитцджеральд и «Последние красавицы» | F. Scott Fitzgerald and «The Last of the Belles» | Ф. Скотт Фицджеральд      | телефильм                                                   |
| 1974      | —                                             | The Lady’s Not for Burning                       | Томас Мендип              | телефильм                                                   |
| 1975      | Граф Монте-Кристо                             | The Count of Monte-Cristo                        | Эдмон Дантес              | телефильм                                                   |
| 1975      | —                                             | The Christmas Messenger                          | Рождественский Посланник  | телефильм                                                   |
| 1977      | Человек в железной маске                      | The Man in the Iron Mask                         | Людовик XIV / Филипп      | телефильм                                                   |
| 1978      | Великие представления                         | Great Performances                               | Антон Чехов               | эпизод: The Good Doctor                                     |
| 1978—1979 | Столетие                                      | Centennial                                       | Александр Маккиг          | мини-сериал; основная роль                                  |
| 1980      | Сёгун                                         | Shogun                                           | Джон Блэкторн             | мини-сериал; основная роль                                  |
| 1983      | Поющие в терновнике                           | The Thorn Birds                                  | Ральф де Брикассар        | мини-сериал; основная роль                                  |
| 1983      | —                                             | Cook & Peary: The Race to the Pole               | Фредерик Кук              | телефильм                                                   |
| 1985      | Рауль Валленберг: Забытый герой               | Wallenberg: A Hero’s Story                       | Рауль Валленберг          | телефильм                                                   |
| 1985      | —                                             | The Miracle                                      | н/д                       | телефильм                                                   |
| 1986      | Дорога на запад                               | Dream West                                       | Джон Чарльз Фримонт       | мини-сериал; основная роль                                  |
| 1986      | Альфред Хичкок представляет                   | Alfred Hitchcock Presents                        | Клэй Медуик               | в эпизоде: Road Hog                                         |
| 1987      | Казанова                                      | Casanova                                         | Джакомо Казанова          | телефильм                                                   |
| 1988      | Тайна личности Борна                          | The Bourne Identity                              | Джейсон Борн / Дэвид Уэбб | мини-сериал; основная роль                                  |
| 1989—1990 | —                                             | Island Son                                       | доктор Дэниел Кулани      | телесериал; основная роль                                   |
| 1991      | Последствие: тест любви                       | Aftermath: A Test of Love                        | Росс Колберн              | телефильм                                                   |
| 1991      | Ночь охотника                                 | Night of the Hunter                              | Гарри Пауэлл              | телефильм                                                   |
| 1993      | Искупление в Арктике                          | Ordeal in the Arctic                             | капитан Джон Кауч         | телефильм                                                   |
| 1996      | Поющие в терновнике: Пропавшие годы           | The Thorn Birds: The Missing Years               | Ральф де Брикассар        | телефильм                                                   |
| 1997      | Потерянная дочь                               | The Lost Daughter                                | Эндрю Маккракен           | телефильм                                                   |
| 1997      | —                                             | All the Winters That Have Been                   | Дейн Корвин               | телефильм                                                   |
| 1999      | Тайная жизнь Дорис Дюк                        | Too Rich: The Secret Life of Doris Duke          | Бернард Лафферти          | мини-сериал; основная роль                                  |
| 2000      | Прикосновение ангела                          | Touched by an Angel                              | Джек Клэй / Эверетт Клэй  | эпизод: The Face on the Bar Room Floor                      |
| 2002      | Шоу Дрю Кэри                                  | The Drew Carey Show                              | Мэгги Уик                 | телесериал; 2 эпизода                                       |
| 2005      | Уилл и Грейс                                  | Will & Grace                                     | Клайд                     | эпизод: Steams Like Old Times                               |
| 2006      | Виртуозы                                      | Hustle                                           | Джеймс Уиттакер Райт III  | эпизод: Whittaker Our Way Out                               |
| 2006      | Чёрная борода                                 | Blackbeard                                       | губернатор Чарльз Эден    | мини-сериал; основная роль                                  |
| 2006      | Части тела                                    | Nip/Tuck                                         | Артур Стайлс              | эпизод: Blu Mondae                                          |
| 2007      | Отчаянные домохозяйки                         | Desperate Housewives                             | Глен Уингфилд             | эпизод: Distant Past                                        |
| 2010      | Чак                                           | Chuck                                            | Адельберт де Смет         | телесериал; 2 эпизода                                       |
| 2010—2011 | Братья и сёстры                               | Brothers & Sisters                               | Джонатан Байролд          | телесериал; 5 эпизодов                                      |
| 2010—2012 | Воздействие                                   | Leverage                                         | Арчи Лич                  | телесериал; 2 эпизода                                       |
| 2011      | Громокошки                                    | ThunderCats                                      | Зигг                      | мультсериал; эпизод: Forest of Magi Oar; озвучка            |
| 2017      | Твин Пикс                                     | Twin Peaks                                       | Билл Кеннеди              | эпизод: Part 4                                              |

## Дискография
Синглы с альбома Richard Chamberlain Sings: — UK #8
- «Theme from Dr. Kildare (Three Stars Will Shine Tonight)[англ.]» (1962) — UK #12[14]
- «Love Me Tender» (1962) — US #21; UK #15[14]
- «All I Have to Do Is Dream» (1963)
- «Hi-Lili, Hi-Lo[англ.]» (1963) — UK #20[14]
- «I Will Love You[англ.]» (1963)
- «True Love» (1963) — UK #30[14]

Синглы с альбома Twilight of Honor:
- «Blue Guitar[англ.]» (1963)

Синглы с альбома Richard Chamberlain (aka Joy in the Morning):
- «Rome Will Never Leave You» (1964)

Из The Slipper and the Rose:
- «Secret Kingdom» (1976)
- «He Danced With Me/She Danced With Me» (1976)
- «What a Comforting Thing to Know» (1976)
- «Why Can’t I Be Two People?» (1976)
- «Bride-Finding Ball» (1976)

## Награды и номинации
| Награда        | Год  | Категория                                         | Название работы                 | Результат |
| -------------- | ---- | ------------------------------------------------- | ------------------------------- | --------- |
| Золотой глобус | 1963 | Лучшая мужская роль в драматическом телесериале   | Доктор Килдэр                   | Победа    |
| Золотой глобус | 1980 | Лучшая мужская роль в драматическом телесериале   | Столетие                        | Номинация |
| Золотой глобус | 1981 | Лучшая мужская роль в драматическом телесериале   | Сёгун                           | Победа    |
| Золотой глобус | 1984 | Лучшая мужская роль в мини-сериале или телефильме | Поющие в терновнике             | Победа    |
| Золотой глобус | 1986 | Лучшая мужская роль в мини-сериале или телефильме | Рауль Валленберг: Забытый герой | Номинация |
| Золотой глобус | 1989 | Лучшая мужская роль в мини-сериале или телефильме | Тайна личности Борна            | Номинация |
| Эмми           | 1975 | Лучшая мужская роль в мини-сериале или телефильме | Граф Монте-Кристо               | Номинация |
| Эмми           | 1981 | Лучшая мужская роль в мини-сериале или телефильме | Сёгун                           | Номинация |
| Эмми           | 1983 | Лучшая мужская роль в мини-сериале или телефильме | Поющие в терновнике             | Номинация |
| Эмми           | 1985 | Лучшая мужская роль в мини-сериале или телефильме | Рауль Валленберг: Забытый герой | Номинация |